# Burmistrzowie i prezydenci Torunia
Burmistrzowie i prezydenci Torunia – prezydenci, nadburmistrzowie, burmistrzowie, zarządcy komisaryczni oraz przewodniczący prezydium Miejskiej Rady Narodowej Torunia na przestrzeni lat.

## Burmistrzowie i prezydenci

### Lata 1815–1920
| Imię i nazwisko         | Okres urzędowania | Uwagi                  |
| ----------------------- | ----------------- | ---------------------- |
| Henryk Wilhelm Stettner | 1815–1816         |                        |
| Gottlieb Mellien        | 1817–1830         |                        |
| Fryderyk Ferdynand Huhn | 1830              | tymczasowy burmistrz   |
| Gotlob Julius Schnell   | 1830              | tymczasowy burmistrz   |
| N. N. Voss              | 1831–1832         | tymczasowy burmistrz   |
| Karol Popławski         | 1832–1842         |                        |
| Theodor Eduard Körner   | 1842–1871         |                        |
| Georg Bollmann          | 1872–1876         |                        |
| Adolf Wisselinck        | 1877–1888         |                        |
| Georg Bender            | 1888–1891         |                        |
| dr Paul Kohli           | 1891–1899         |                        |
| dr Georg Kersten        | 1900–1910         |                        |
| dr Arnold Hasse         | 1911–1919         | nadburmistrz           |
| Bolesław Wolszlegier    | 1919–1920         | komisaryczny prezydent |

### Lata 1920–1939
| Imię i nazwisko    | Okres urzędowania | Uwagi                  |
| ------------------ | ----------------- | ---------------------- |
| dr Otton Steinborn | 1920              | komisaryczny burmistrz |
| Bronisław Dietl    | 1921–1922         |                        |
| Stefan Michałek    | 1922–1924         |                        |
| Antoni Bolt        | 1924–1936         |                        |
| Leon Raszeja       | 1936–1939         |                        |
| Artur Szulc        | wrzesień 1939     | tymczasowy prezydent   |

### Lata 1939–1945
| Imię i nazwisko | Okres urzędowania | Uwagi        |
| --------------- | ----------------- | ------------ |
| Franz Jakob     | 1939–1945         | nadburmistrz |

### Lata 1945–1989
| Imię i nazwisko       | Okres urzędowania | Uwagi                                             |
| --------------------- | ----------------- | ------------------------------------------------- |
| Piotr Jaźwiecki       | 1945              | tymczasowy prezydent                              |
| Władysław Dobrowolski | 1945–1949         |                                                   |
| Jan Wardach           | 1950–?            |                                                   |
| Teodor Błachowiak     | 1949–1954         | Przewodniczący Prezydium Miejskiej Rady Narodowej |
| Tadeusz Konarski      | 1954–1959         | Przewodniczący Prezydium Miejskiej Rady Narodowej |
| Adam Lewandowski      | 1959–1963         |                                                   |
| Tadeusz Konarski      | 1963–1974         | Przewodniczący Prezydium Miejskiej Rady Narodowej |
| Marian Rissmann       | 1975–1978         |                                                   |
| Gracjan Leczyk        | 1978–1982         |                                                   |
| Romuald Bester        | 1982–1989         |                                                   |

### od 1989
| Imię i nazwisko     | Okres urzędowania | Uwagi                                                                |
| ------------------- | ----------------- | -------------------------------------------------------------------- |
| Stanisław Kowalski  | 1989–1990         |                                                                      |
| Jerzy Wieczorek     | 1990–1996         |                                                                      |
| Zdzisław Bociek     | 1996–1998         |                                                                      |
| Wojciech Grochowski | 1998–2002         | ostatni prezydent wybrany poprzez głosowanie radnych w radzie miasta |
| Michał Zaleski      | 2002–2024         | pierwszy prezydent wybrany w wyborach bezpośrednich                  |
| Paweł Gulewski      | od 2024           |                                                                      |